# Matthew Conger
Matthew Conger (11 d'octubre 1978, Plano, Texas) és un àrbitre neozelandès de futbol de Palmerston North. Nascut a Plano, Texas, Estats Units, Conger ha xiulat a la lliga australiana A-League i a la neozelandesa NZFC. La seva vida professional la dedica a ser professor a Palmerston North.

## Carrera
Conger va viure la seva joventut als Estats Units però quan tenia 20 anys es va mudar a viure a Nova Zelanda.
Matthew Conger ha xiulat partits de la Copa del Món sub-20 del 2015 i també del 2017, celebrats a Nova Zelanda i a Corea del Sud respectivament. També va debutar com a àrbitre de la FIFA als Jocs Olímpics de Rio del 2016 i la seva tasca va tenir continuïtat essent escollit per àrbitrar partits de la Copa del Món de futbol de 2018 a Rússia. Internacionalment, però a nivell de clubs ha dirigit partits de la Lliga de Campions de l'OFC.
El 2016 va deixar la seva feina de mestre per a dedicar-se plenament a l'arbitratge, però el 2017 va tornar a ser contractat a temps parcial a la Carncot School de Palmerston North.
El 2017 va rebre el premi a millor àrbitre de Nova Zelanda de l'any.